# HIV Tat
HIV Tat (Tat là chữ viết tắt của Transactivator) là một gen điều hòa có tác dụng thúc đẩy sự sinh sản của virus HIV. Đây là thành tố rất quan trọng, không có nó thì HIV hoàn toàn không nhân lên được.
Thông tin thêm: 
- Kích thước protein: 101 kD ở HIV-1 tự nhiên (86 kD ở một vài chủng HIV trong phòng thí nghiệm).